# Сент-Эньян-де-Нуайе
Сент-Энья́н-де-Нуайе́ (фр. Saint-Aignan-des-Noyers) — коммуна во Франции, находится в регионе Центр. Департамент — Шер. Входит в состав кантона Санкуэн. Округ коммуны — Сент-Аман-Монтрон.
Код INSEE коммуны — 18196.
Коммуна расположена приблизительно в 240 км к югу от Парижа, в 145 км юго-восточнее Орлеана, в 50 км к юго-востоку от Буржа.

## Население
Население коммуны на 2008 год составляло 99 человек.
| 1962 | 1968 | 1975 | 1982 | 1990 | 1999 | 2008 |
| ---- | ---- | ---- | ---- | ---- | ---- | ---- |
| 123  | 128  | 139  | 110  | 84   | 79   | 99   |

## Экономика

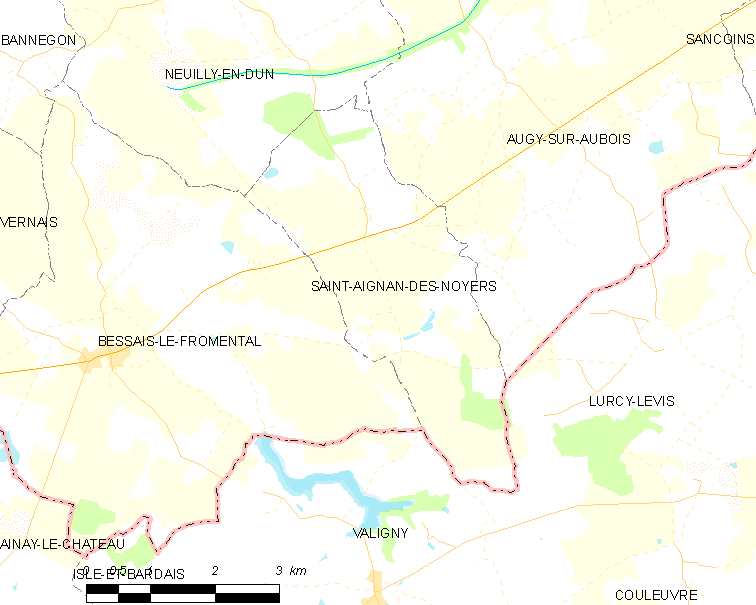
Карта коммуны

В 2007 году среди 56 человек в трудоспособном возрасте (15-64 лет) 40 были экономически активными, 16 — неактивными (показатель активности — 71,4 %, в 1999 году было 56,9 %). Из 40 активных работали 35 человек (19 мужчин и 16 женщин), безработных было 5 (3 мужчин и 2 женщины). Среди 16 неактивных 2 человека были учениками или студентами, 8 — пенсионерами, 6 были неактивными по другим причинам.